# Флодстрём, Ёран
Ёран Флодстрём (швед. Göran Flodström; род. 27 января 1953, Стокгольм) — шведский фехтовальщик, олимпийский чемпион. Участвовал в летних Олимпийских играх 1976 года в Монреале, где завоевал золотую медаль в фехтовании на шпагах в составе шведской сборной.
Флодстрём представлял шведский клуб «Djurgårdens IF».

## Карьера
Ёран Флодстрём завоевал золото чемпионата мира в командных соревнованиях в Гренобле (1974) и Будапеште (1975). На Олимпийских играх 1976 года в Монреале он, не проиграв ни одного поединка, дошёл до финала командного турнира, где сборная Швеции одолела команду Германии со счётом 8:5. Вместе с Рольфом Эдлингом, Карлом фон Эссеном, Лейфом Хёгстрёмом и Хансом Якобсоном Флодстрём стал олимпийским чемпионом. В личном первенстве он занял седьмую позицию. На чемпионате мира в Буэнос-Айресе в 1977 году в составе той же сборной стал золотым медалистом.